# Сэкэлич, Элена
Элена Сэкэлич (рум. Elena Săcălici, 1935 — 1959) — румынская гимнастка, призёр Олимпийских игр. В результате замужества носила также фамилию Петрошану (рум. Petroşanu).
Родилась в 1935 году в Клуже. В 1956 году она в составе команды стала обладательницей бронзовой медали Олимпийских игр в Мельбурне. В 1958 году в составе команды стала обладательницей бронзовой медали чемпионата мира. 